# Dmitri Iwanowitsch der Enkel

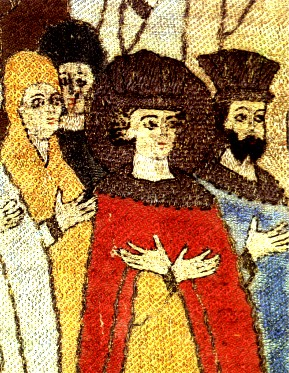
Dmitri Iwanowitsch

Dmitri Iwanowitsch, genannt der Enkel (russisch Дмитрий (Иванович) Внук, Dmitri Iwanowitsch Wnuk) (* 10. Oktober 1483 in Moskau; † 14. Februar 1509 in Moskau) war als Enkel des Zaren Iwans III. zeitweilig Großfürst und Thronfolger des Großfürstentums Moskau.

## Leben
Dmitri wurde als Sohn Iwan Iwanowitschs „des Jungen“, des ältesten Sohnes und damit Thronfolgers Iwans III., und der Tochter des moldauischen Fürsten Stephans des Großen Helena, russisch Jelena Stepanowna, genannt „Woloschanka“ (Walachin), geboren.
Am 7. März 1490 verstarb Iwan Iwanowitsch zu Lebzeiten seines Vaters. In den folgenden Jahren kam es zu Intrigen zwischen Anhängern des zweiten Sohns Iwans III. (von der zweiten Ehefrau Sofia Palaiologa) Wassili und seines Enkels Dmitri um die Thronfolge. Zunächst favorisierte Iwan III. seinen Enkel, der ihn bereits 1495 nach Nowgorod begleitete, und den er am 4. Februar 1498 in der Mariä-Entschlafens-Kathedrale des Moskauer Kreml mit der Mütze des Monomach krönen ließ und zum Großherzog, Thronfolger und formalen Mitregenten erklärte.
Eine bemerkbare politische Rolle spielte der erst 14-jährige Dmitri offenbar nicht. Zudem fasste Iwan III. auch wieder Vertrauen zu seinem Sohn Wassili und machte ihn 1499 zum Großfürsten von Nowgorod und Pskow. Insbesondere nach dem Wiederaufflammen des Krieges gegen das Großfürstentum Litauen im Jahre 1500 wuchs Wassilis Einfluss weiter.
Am 11. April 1502 wurden Dmitri die Titel des Großfürsten von Moskau und Wladimir und Thronfolgers wieder entzogen und wenig später an Wassili übergeben. Der genaue Anlass für diese Entwicklung ist nicht bekannt. Dmitri und seine Mutter wurden unter Arrest gestellt und später eingekerkert. Wassili trat am 27. Oktober 1505 als Wassili III. die Nachfolge seines Vaters als Zar von Russland an.
Nach dem Tode seiner Mutter 1505 verstarb Dmitri am 14. Februar 1509 im Kerker unter unbekannten Umständen („Hunger und Kälte“ oder Rauchvergiftung werden angegeben), wurde aber in der Erzengel-Michael-Kathedrale des Moskauer Kreml beigesetzt, der Grabstätte aller russischen Zaren vor Peter I.